# Krims flagga
Krims flagga är flagga för Autonoma republiken Krim och Republiken Krim. Den har använts sedan 1992 och antogs officiellt 21 april 1999 som Autonoma republiken Krims flagga. Republiken Krim deklarerade självständighet från Ukraina 11 mars 2014 med samma flagga. Den har tre vågräta fält, överst blått, i mitten vitt och nederst rött. Flaggan är designad av Vasiliij Trusov och Andrej Malgin.

## Krims flagga efter Sovjetunionens upplösning
Efter Sovjetunionens upplösning fanns sex förslag på utformningen av Krims flagga som diskuterades i det lokala parlamentet på Krim. De fem förslag som inte blev valda var:

Förslag 1
Förslag 2
Förslag 3
Förslag 4
Förslag 5

## Krimtatarernas flagga

Krimtatarernas flagga (Qırımtatar bayrağı eller Kök bayraq)
Krimtatarernas militärflagga, 1917-1918[källa behövs]
Krimtatarernas religiösa flagga, 1917-1918[källa behövs]

## Historiska krimflaggor

Krims Folkrepubliks flagga, 1917-18
Flaggan under Krims Regionalgovernment under general Sulkiewicz, 1918

### Flaggor från sovjettiden

Autonoma socialistiska sovjetrepubliken Krims flagga, 1921
Autonoma socialistiska sovjetrepubliken Krims flagga, 1929
Autonoma socialistiska sovjetrepubliken Krims flagga,  1938